# 串崎真志
串崎 真志（くしざき まさし、1970年 - ）は、日本の心理学者、関西大学教授。
山口県生まれ。1993年愛媛大学法文学部心理学専攻卒、1999年大阪大学大学院人間科学研究科博士後期課程修了、「心理的支えに関する臨床心理学的研究」で博士（人間科学）。2000年総合研究大学院大学中退、同志社女子大学生活科学部専任講師、2004年関西大学文学部助教授、2011年教授。

## 著書
- 『心理的支えに関する臨床心理学的研究』風間書房、2001
- 『悩みとつきあおう』岩波ジュニア新書 2004
- 『自分をみつめる心理学』北樹出版 2011
- 『セルフケア24のアプローチ』風間書房 2012
- 『共感する心の科学』風間書房、2013
- 『繊細すぎてしんどいあなたへ HSP相談室』岩波ジュニア新書 2020

## 共編著
- 『ソンディ・テスト入門』奥野哲也監修 内田裕之、石橋正浩共編 ナカニシヤ出版 2004
- 『地域実践心理学 支えあいの臨床心理学へ向けて』中田行重共著 ナカニシヤ出版 2005
- 『研究論文で学ぶ臨床心理学』中田行重共編 ナカニシヤ出版 2006
- 『地域実践心理学 実践編』中田行重共編 ナカニシヤ出版 2006

## 翻訳
- デイヴィッド・ローゼン『ユングの生涯とタオ』老松克博監訳 上西幸代共訳 創元社 2002
- リセ・ヴァンフリート『絆を深める親子遊び 子育て支援のための新しいプログラム』風間書房 2004
- ハイディ・G.カドゥソン,チャールズ・E.シェーファー編著『短期遊戯療法の実際』倉光修監修 串崎幸代共訳 創元社 2004
- ビル・オハンロン『変化の第一歩 日常生活やセラピーを変える実践ガイド』監訳 永井知子、酒井隆訳 金剛出版 2009
- ジャネット・ウエスト『子ども中心プレイセラピー』倉光修監訳 串崎幸代共訳 創元社 2010
- チャールズ・E.シェーファー編著『プレイセラピー14の基本アプローチ おさえておくべき理論から臨床の実践まで』監訳 畑中千紘、羽野 (謝)玲糸、野口寿一、佐々木麻子ほか訳 創元社 2011

## 参考
- J-GLOBAL: